# Echinocythereis margaritifera
Echinocythereis margaritifera är en kräftdjursart som först beskrevs av Brady 1870.  Echinocythereis margaritifera ingår i släktet Echinocythereis och familjen Trachyleberididae. Inga underarter finns listade i Catalogue of Life.